# CAC Woomera
Le CAC Woomera, également connu sous le nom CAC CA-4 et CAC CA-11, était un bombardier australien, qui a été conçu et fabriqué par la Commonwealth Aircraft Corporation durant la Seconde Guerre mondiale. Les commandes du Woomera ont été annulées avant qu'il ne devienne opérationnel dans la Royal Australian Air Force (RAAF).

## Conception et développement
Début 1939, le gouvernement australien a ordonné la construction d'un grand nombre de bombardiers Bristol Beaufort, dans le ateliers des chemins de fer, et, ce faisant, court-circuitant la société aéronautique locale, Commonwealth Aircraft Corporation. CAC, sous la direction de Sir Lawrence Wackett (en), a commencé à travailler sur sa propre conception, devant surpasser le Bristol Beaufort en construisant un appareil qui pourrait servir à la fois de bombardier-torpilleur et bombardier en piqué.
En vol, le Woomera était assez instable, ce à quoi il fallait remédier dans les machines de série dotées d'une aile révisée et d'un empennage agrandi. En avril 1942, la machine fut transférée à la RAAF pour des essais d'armes, mais le projet subit un revers en janvier 1943 lorsque le prototype s'écrasa. La cause était une fuite de carburant qui s'est enflammée pendant le vol. Deux membres d'équipage ont été tués.
Les premiers avions de série ne furent prêts à voler que le 7 juillet 1944. A cette époque, le Bristol Beaufighter avait déjà repris le rôle du Beaufort et le Woomera était également considéré comme obsolète en tant que bombardier. Sur les 105 avions initialement commandés, la RAAF n'en acheta que deux et les utilisa à des fins d'essais jusqu'en 1946.

## Référence
1. ↑  Ewer 2009 Chapitre 6

### Aéronefs comparables
- Junkers Ju 88
- Petlyakov Pe-2
- Savoia-Marchetti SM.85 (en)
- Tupolev Tu-2
- Yokosuka P1Y